# 姜東秀
姜 東秀  (カン・ドンス、英: Kang dong soo、 강동수、1994年3月14日-) は、韓国の卓球選手。Ｔリーグは金沢ポートに所属。姜 動洙表記もあり。

## 選手として
戦型は右シェークカットマン。そのプレースタイルから、同じ韓国のカットマンである朱世赫2世と言われることもある。2022年6月のWTTコンテンダーリマでは、ティアゴ・アポロニア(ポルトガル)やウーゴ・カルデラノ(ブラジル)を破りベスト4となった。
2024-25シーズン、Tリーグの金沢ポートに所属した。シングルスで3勝6敗を記録したが、1シーズン限りで退団。
2025年からは関西卓球アカデミーより日本卓球リーグに参戦。

## 戦績
2014年
- ITTFクウェートオープン U21男子シングルス ベスト4

2015年
- ITTFカタールオープン U21男子シングルス ベスト4

2017年
- ITTFタイオープン 男子シングルス ベスト4

2022年
- WTTコンテンダーリマ 男子シングルス ベスト4

2024年
- WTTフィーダーデュッセルドルフ 男子シングルス ベスト4